# A.K.A. (álbum)
A.K.A. (acrónimo de Also Know As) es el octavo álbum de estudio de la cantante estadounidense Jennifer Lopez, lanzado el 13 de junio de 2014 por Capitol Records. López comenzó a trabajar en el álbum en febrero de 2013, después de haber finalizado su primera gira musical Dance Again World Tour. Inicialmente era RedOne el que iba a producir A.K.A., en el cual prometió mezclar diversos estilos musicales: R&B, pop, y música latina. Sin embargo, fueron Cory Rooney y Benny Medina los que se convirtieron más tarde en sus productores ejecutivos, con lo que le dio una visión más urbana al álbum. A principios de 2014, López lanzó dos pistas imbuidas bajo el estilo urban como sencillos promocionales del álbum: «Girls» y «Same Girl». Al lado del frecuentemente contribuidor y amigo personal Pitbull, el álbum contó también con las colaboraciones de French Montana, T.I., Iggy Azalea, Rick Ross, Nas, Jack Mizrahi y Tyga.
Tras su lanzamiento, A.K.A. recibió en general reseñas mixtas de parte de los críticos de música, que hablaron desfavorablemente por ser un álbum urbano, aunque algunas canciones fueron señaladas como «destacables». Comercialmente, el álbum ha tenido un regular impacto en las listas. Al álbum le precedió el lanzamiento de dos sencillos, «I Luh Ya Papi» y «First Love», los cuales fueron n.º 5 y n.º 1 en el Billboard Dance Club Songs respectivamente.
Comercialmente el álbum no gozó de gran éxito, el cual solo llegó a vender 33 000 copias en su primera semana debutando en el octavo lugar del Billboard 200, siendo el álbum menos vendido de toda la carrera de la cantante.

## Antecedentes y lanzamiento
En 2012, después del lanzamiento de los sencillos «Dance Again» y «Goin' in», López no estaba segura de completar un nuevo álbum de estudio, o realizar un álbum de grandes éxitos para cumplir su contrato con Epic Records, en última instancia, decidió lanzar un álbum de grandes éxitos: Dance Again... The Hits.
López confirmó que estaba a punto de comenzar la grabación de su octavo álbum de estudio después de que terminara su gira musical Dance Again World Tour. Comentando el tipo de música que estaba grabando para el álbum, López declaró: «Estoy haciendo todo lo que creo que la gente espera de mí».
En noviembre de 2012, RedOne confirmó ser el productor ejecutivo del álbum, en una entrevista a MTV News, él describió el álbum como algo especial, «No es una sola cosa, es toda una experimentación [...] Es un álbum muy especial, tiene que tener todo lo de ella, y es algo que no vas a tener en todos lados, música hip hop, música comercial, que es todo lo que te gusta de ella incluyendo la música de baile y la música latina».
En 2013, López firmó un nuevo contrato discográfico con 2101 Récords de RedOne. En un comunicado de prensa oficial, RedOne dijo: «Esto es como un sueño hecho realidad para mí [...] es increíble poder trabajar con Jennifer en tan grandes discos en los últimos dos años, y ahora es un honor tenerla en mi sello, ella es una inspiración creativa y una verdadera artista mundial. Siento que esto es histórico y una magnífica oportunidad para poner en marcha a 2101 Records», Posteriormente, «Live It Up» fue lanzado el 8 de mayo de 2013 como primer sencillo del álbum, pero con el tiempo fue reemplazado por «I Luh Ya Papi», y finalmente descartado de la lista de canciones.
El álbum fue lanzado mundialmente el 17 de junio de 2014. Inicialmente Lopez estaba considerando dos títulos para el álbum, Same Girl y A.K.A.. Hablando de los títulos, ella dijo: «Me siento como si me hubieran dado tantos apodos, y hago un montón de cosas diferentes». López reveló el título y la portada del álbum el 5 de mayo de 2014 a través de sus redes sociales.

## Composición
Según López, los géneros musicales que exploró en el álbum son R&B/hip hop, dance, pop y funk. En junio de 2013 afirmó que tenía 20 canciones grabadas para el álbum. Con respecto a las diversas identidades y variados sonidos que contiene el disco, López agregó en una entrevista con Los Angeles Times que: «Hice unas cuantas canciones dance y la gente quería que hiciera un disco dance. O piensan que debería volver a ser ‘Jenny from the Block’. Yo soy dance, soy pop, soy R&B, soy hip hop, soy latina, soy ‘Jenny from the Block’. Pero también soy ‘Jenny del Rodeo Drive’. Se trataba de abrazar todas esas cosas musicalmente, todo sobre mí emocionalmente, y poner eso en las letras y sonido de este álbum».

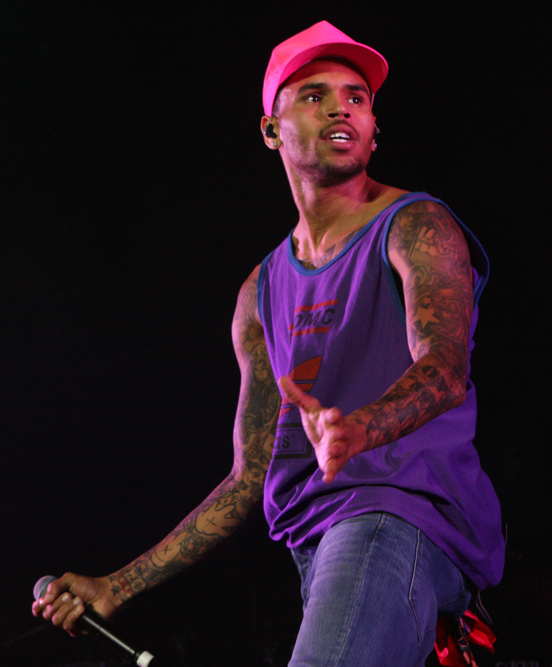
El cantante estadounidense Chris Brown coescribió dos canciones en el álbum.

Para la producción, López se reunió con los productores Cory Rooney, Da Internz y Max Martin. A finales de febrero de 2013 comenzó a trabajar con el rapero estadounidense Future y con Chris Brown, quien dijo que estaba escribiendo canciones divertidas y música de fiesta para ella. En agosto de 2013 se reveló que ella trabajó con el productor Steve Mostyn y la australiana Sia. En septiembre, López fue fotografiada trabajando en el estudio con el cantante Robin Thicke y el rapero Big Sean. Además, la rapera australiana Iggy Azalea colaboró en una canción del álbum. Al hablar sobre la colaboración con López, Azalea dijo: «Definitivamente solía sentarme en mi habitación cuando era más joven y escuchaba algunas canciones de Jennifer Lopez, por lo que me siento honrada de tener una canción con ella en su álbum».
Hablando del sonido y el lirismo del álbum, López declaró que su tema está centrado en el amor, además la mayoría de las canciones están inspiradas en su divorcio con el cantante Marc Anthony: «Creo que siempre he proyectado honestidad a la hora de componer mis canciones, expresando las ideas que tengo del amor tal y como las sentía. Sin embargo, en mi nuevo disco van a ver que analizo esos sentimientos desde una perspectiva completamente diferente. Después de haber atravesado un divorcio muy doloroso y de haber sufrido grandes cambios en mi vida, creo que tengo mucho que contar. Voy a ser completamente sincera en mis nuevas canciones».

## Contenido musical
El álbum comienza con «A.K.A», una pista hip hop producida por RoccStar, y cuenta con la colaboración el rapero T.I.. Líricamente, «A.K.A» es una declaración de la propia identidad y la incapacidad de un presunto ex de darse cuenta de lo que tenía, antes de que fuera demasiado tarde. La segunda pista y el segundo sencillo «Frist Love» fue producida por Max Martin y es una pista optimista, en la que López canta sobre el deseo de que alguien sea su primer amor. Sobre el productor, ella afirmó que: «Max Martin es un genio, es un súper productor, fabricante de grandes éxitos pop con el que siempre he querido trabajar, pero nuestros caminos no se habían cruzado aún...». La balada «Never Satisfied» fue estrenada por primera vez en un concierto en Dubái y es considerada como una pista conducida por guitarra, sin embargo, la versión del álbum contiene algunos ritmos hipnóticos. La cuarta pista y el primer sencillo del álbum «I Luh Ya Papi» cuenta con la colaboración de French Montana y fue considerada como «una oda sin vergüenza con el sexo, con un ritmo electrónico chillón y retórica provocativa». La quinta pista «Acting Like That» es una canción lenta hip hop, donde Jennifer habla de una relación en las rocas y la alerta de su desaparición. La canción cuenta con la colaboración de la rapera australiana Iggy Azalea. La sexta pista, «Emotions», fue escrita por Chantal Kreviazuk y Chris Brown. Lopez canta acompañada de sintetizadores y la melodía de un piano. En la séptima pista «So Good» López mira hacia atrás en una relación fallida, donde ella demuestra que no necesita el acompañamiento de un hombre. La canción está compuesta con ritmos electrónicos a medio tiempo.

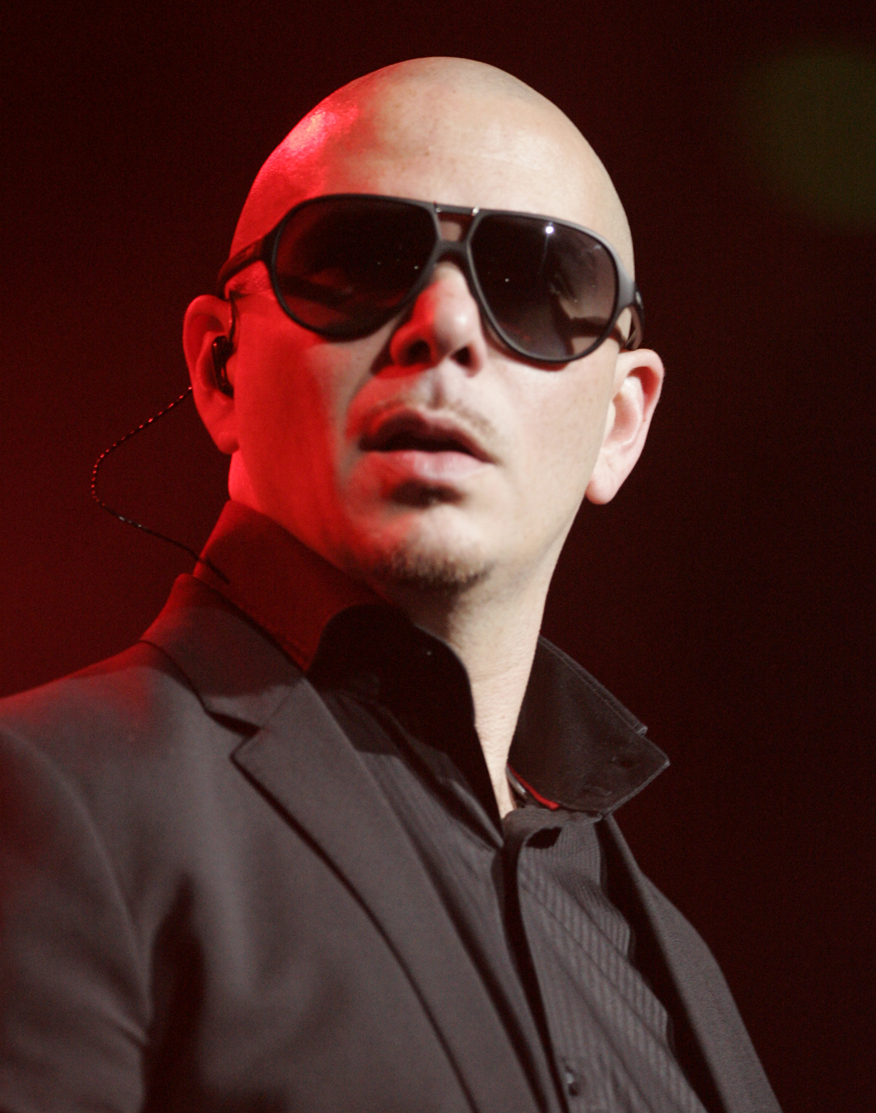
El rapero Pitbull colaboró en «Booty», convirtiéndose en la sexta colaboración entre él y Lopez.

 «Let It Be Me» es una balada acompañada con el sonido de la guitarra española y la sensibilidad latina apasionada. La novena pista «Worry No More» cuenta con la colaboración de Rick Ross y fue producida por Detail, siendo considerada como «el difícil himno hip hop del álbum». La pista down-tempo tiene inteligibles susurros de fondo con efectos vocales, añadiendo un elemento robótico a la misma. La pista final de la edición estándar, «Booty» producida por Diplo, coescrita por Chris Brown y cuenta con su antiguo colaborador y amigo personal Pitbull, es la única pista dance en el álbum, con un peculiar sonido de Oriente Medio. Originalmente titulado «Big Booty», López pensó que nunca grabaría una canción que hablara sobre alguna parte de su cuerpo, posteriormente, ella escuchó la versión de demostración en el coche con sus hijos, Emme y Max, y tan pronto como oyeron la canción les encantó y se volvieron locos con ella; siendo esta la razón principal por la que le dio un segundo pensamiento y decidió grabarla e incluirla en el álbum. Líricamente «Booty» trata sobre invitar a las chicas a la pista de baile para pasar un buen rato y bailar, agitando su trasero.
La edición de lujo del álbum cuenta con cuatro pistas adicionales, «Tens», una pista dance con sintetizadores escandalosos, el immagery de la pista es de una pasarela en un desfile de moda, donde López está gritando los nombres de varias marcas de diseño. La canción tiene también influencias de dancehall, un desglose de reggae y un verso de rap por Jack Mizrahi. Además, la voz de López fue comparada con la de Britney Spears. La siguiente pista, «Troubeaux», con Nas, líricamente López reconoce las complicaciones inminentes de un romance problemático. «Expertease (Ready Set Go)» fue coescrita por Sia y fue nombrada como «una sexy bop a medio tiempo con un estribillo de doble sentido lleno de letras». La canción trata de mostrar a su pareja lo que ella es buena en hacer. El tema de cierre de la edición de lujo, «Same Girl», fue estrenada a principios de 2014, con un video musical que se filmó en el Bronx, la canción comienza con una sección de sonidos orquestales y, a diferencia de la primera versión, la versión del álbum cuenta una vez más con la colaboración de French Montana.

## Recepción

### Comentarios de la crítica
En general, A.K.A. contó con reseñas muy diversas por parte de los críticos musicales. De acuerdo con Metacritic, acumuló un total de 48 puntos de 100, mientras Digital Spy calificó a A.K.A. como una propuesta «aburrida», dándole dos puntos de cinco. Por su parte Allmusic calificó el álbum con tres puntos de cinco. Phil Mongredien del periódico británico The Observer clasificó el álbum con una nota de dos puntos de cinco, describiendo que: «La música EDM quedó olvidada y reemplazada por baladas marginalmente más inspiradas». Kitty Empire de The Guardian le dio dos puntos de cinco.  Melissa Maerz de Entertainment Weekly calificó al álbum con una D, remarcando cómo la cantante está siendo relegada a interpretar a la chica de su propio álbum, destacando que: «[...] Aunque hay tan poca alegría en estas canciones de amor, su estado civil no importa de todos modos», además, escribe que: «A pesar de que Jennifer estuvo trabajando con los creadores de éxitos como Max Martin y Chris Brown, acaba de azotar su synthpop en una espuma que se desintegraría si la sopla un beso», al tiempo que criticaba el lirismo como «perezoso». Alexa Camp de Slant Magazine, valora el álbum con tres puntos de cinco, destacando que: «Desafortunante, A.K.A. incluye una serie de baladas midtempo cuya producción mancha y se desperdicia la voz aflautada de Lopez». Mike Wass de Idolator clasificó el álbum con cuatro estrellas de cinco, elogiando el álbum como: «un álbum pop urbano brillante», y tomando nota de que: «El material dance pop de su anterior álbum Love? fue reemplazado por un sonido exuberante, y un R&B céntrico que se remonta a sus primeros discos». Nick Murray de Rolling Stone calificó el álbum con dos puntos de cinco, destacando que Lopez está «perdida» en el nuevo disco. Asimismo, el periódico estadounidense New York Daily News consideró que la artista fracasa en disfrazar su voz limitada y aguda en el álbum, que tampoco logra esconder la desesperación de la intérprete, el periódico subrayó igualmente que Jennifer López hace un acercamiento «esquizofrénico» para celebrar sus raíces en el Bronx y envía mensajes mezclados de su vida amorosa.
Anupa Mistry de la revista Spin, calificó el álbum con cinco puntos de diez. Martin Caballero de USA Today le dio dos estrellas y media de cinco y escribió que A.K.A. es un álbum «ecléctico», sin embargo, sugiere que «los resultados de las canciones son mixtos, con una producción pulida, oscureciendo algunas canciones». Glenn Gamboa de Newsday, calificó el álbum con un B-, comentando cómo la producción discográfica es «desnivelada» y también subrayó que contiene «algunas canciones terribles», como las baladas «Emotions» y «Let It Be Me».

## Sencillos
En enero y febrero de 2014, las canciones «Same Girl» y «Girls» fueron publicadas en línea como sencillos promocionales. El 5 de marzo de 2014, López lanzó el primer sencillo del álbum: «I Luh Ya Papi», en colaboración de French Montana. El 1 de mayo, publicó el segundo sencillo: «First Love».

## Lista de canciones
- Edición estándar

| A.K.A. |                                      | |                                                                 |          |  |
| N.º    | Título                               | Escritor(es) | Productor(es)                                                   | Duración |  |
| 1.     | «A.K.A.» (con T.I.)                  | Jennifer Lopez, RoccStar, Steven Franks, Terrance Coles, Mark Pitts, Kristina Stephens y T.I.                                                            | RoccStar Steven Franks [ n. 1 ]                                 | 3:48     |  |
| 2.     | «First Love»                         | Max Martin, Savan Kotecha e Ilya Salmanzadeh | Max Martin, Ilya Salmanzadeh Peter Carlsson [ n. 2 ]            | 3:35     |  |
| 3.     | «Never Satisfied»                    | Alejandro Salazar, Ilsey Jube y Jennifer López | A. Chal Cory Rooney y Trevor Muzzy [ n. 3 ]                     | 3:13     |  |
| 4.     | «I Luh Ya Papi» (con French Montana) | Jennifer López, Detail, Andre Proctor y Karim Kharbouch                                                                                                  | Detail Cory Rooney [ n. 4 ]                                     | 3:27     |  |
| 5.     | «Acting Like That» (con Iggy Azalea) | RoccStar, Iggy Azalea, Yoni Ayal, Mark Pitts, Terrance Coles, James Smith, Kristina Stephens y Jennifer López                                            | RoccStar Yoni Ayal [ n. 1 ] Cory Rooney y Trevor Muzzy [ n. 3 ] | 3:17     |  |
| 6.     | «Emotions»                           | Chris Brown, Chantal Kreviazuk, Shama Joseph, Cory Rooney y Jennifer López                                                                               | Sham y Cory Rooney                                              | 4:13     |  |
| 7.     | «So Good»                            | RoccStar, Yoni Ayal, Taylor Parks, Yacoub Kasawa, Mark Pitts, Kristina Stephens y Jennifer Lopez                                                         | RoccStar Yoni Ayal [ n. 1 ]                                     | 3:45     |  |
| 8.     | «Let It Be Me»                       | Harmony Samuels, Kirby Lauryen y Jennifer López | Harmony Samuels Cory Rooney [ n. 3 ]                            | 3:46     |  |
| 9.     | «Worry No More» (con Rick Ross)      | Detail, Jake Troth, Rick Ross y Jennifer López | Detail                                                          | 3:49     |  |
| 10.    | «Booty» (con Pitbull)                | Benny Medina, Pitbull, Asia Bryant, Thomas Pentz, Diplo, Cory Rooney, Jennifer López, Chris Brown, Lewis D. Gittus, Tedra Renee Wilson y Danny Omerhodic | Cory Rooney, Jennifer López, Benny Medina                       | 3:26     |  |

| A.K.A. — Edición de lujo |                                  | |                                                                   |          |  |
| N.º                      | Título                           | Escritor(es) | Productor(es)                                                     | Duración |  |
| 11.                      | «Tens» (con Jack Mizrahi)        | Jovan Taylor, Antwan Thompson, Charles Stephens III y Jennifer López                                                         | Jovan Taylor, Antwan Thompson, Charles Stephens III y Cory Rooney | 3:55     |  |
| 12.                      | «Troubeaux» (con Nas)            | Andrew Wansel, Warren Felder, Steve Mostyn, Tiyon Mack, Úrsula Yancy, Nasir Jones, Jennifer López, Marty Balin, Paul Kantner | Andrew Wansel, Warren Felder y Steve Mostyn Cory Rooney [ n. 3 ]  | 4:05     |  |
| 13.                      | «Expertease (Ready Set Go)»      | Warren Felder, Steve Mostyn, Sia Furler y Jennifer López                                                                     | Warren Felder, Steve Mostyn RedOne [ n. 5 ] Cory Rooney [ n. 3 ]  | 4:04     |  |
| 14.                      | «Same Girl» (con French Montana) | Jennifer López, Chris Brown, Antwan Thompson, Charles Stephens y Ryan Tedder                                                 | Amadeus, Charles Stephens y Ryan Tedder Cory Rooney [ n. 3 ]      | 4:06     |  |

| A.K.A. — Edición de lujo (Japón y Target) |                    |                                                                |                                                                   |          |  |
| N.º                                       | Título             | Escritor(es)                                                   | Productor(es)                                                     | Duración |  |
| 15.                                       | «Charades»         | RoccStar, Qura Rankin, Tina Davis, Mark Pitts y Jennifer López | RoccStar Qura Rankin [ n. 1 ] Cory Rooney y Trevor Muzzy [ n. 3 ] | 2:52     |  |
| 16.                                       | «Girls» (con Tyga) | DJ Mustard, Asia Bryant, Michael Stevenson y Jennifer López    | DJ Mustard Cory Rooney, Trevor Muzzy y Asia Bryant [ n. 3 ]       | 4:49     |  |

Notas
1. 1 2 3 4  Coproducción.
2. ↑  Producción vocal, junto a Max Martin e Ilya.
3. 1 2 3 4 5 6 7 8 9 10  Producción vocal.
4. ↑  Producción vocal, junto a Detail.
5. ↑  Producción adicional.

- «Booty» posee la instrumentación y algunos fragmentos de «Dat A Freak» de Diplo y Swick.
- «Troubeaux» posee fragmentos de «Today» del cantante de jazz Tom Scott y The California Dreamers, escrito por Marty Balin y Paul Kantner.

## Posicionamiento en listas

### Semanales
| Países Bajos   | MegaCharts                          | 39 |
| Irlanda        | IRMA                                | 51 |
| Reino Unido    | OCC                                 | 41 |
| España         | Promusicae                          | 14 |
| Reino Unido    | R&B Álbumes OCC                     | 4  |
| Alemania       | Media Control                       | 24 |
| Japón          | Oricon                              | 41 |
| Suiza          | Swiss Hitparade Charts              | 15 |
| Bélgica        | Ultratop (Flandes)                  | 38 |
| Canadá         | Billboard                           | 12 |
| Italia         | FIMI                                | 13 |
| Estados Unidos | Billboard 200                       | 8  |
| Estados Unidos | Top R&B/Hip Hop Álbumes (Billboard) | 1  |
| Estados Unidos | Top R&B Álbumes (Billboard)         | 1  |
| Rusia          | Russian Music Charts                | 4  |

## Historial de lanzamiento
| País           | Fecha               | Formato              | Discográfica      | Ref.   |
| -------------- | ------------------- | -------------------- | ----------------- | ------ |
| Alemania       | 13 de junio de 2014 | CD, descarga digital | Universal Records |        |
| Países Bajos   | 13 de junio de 2014 | CD, descarga digital | Universal Records | [ 70 ] |
| Reino Unido    | 16 de junio de 2014 | CD, descarga digital | Capitol Records   |        |
| Canadá         | 17 de junio de 2014 | CD, descarga digital | Universal Records |        |
| Polonia        | 17 de junio de 2014 | CD, descarga digital | Universal Records | [ 71 ] |
| España         | 17 de junio de 2014 | CD, descarga digital | Universal Records |        |
| Estados Unidos | 17 de junio de 2014 | CD, descarga digital | Capitol Records   |        |
| Japón          | 18 de junio de 2014 | CD, descarga digital | Universal Records |        |
| Brasil         | 20 de junio de 2014 | CD, descarga digital | Universal Records | [ 72 ] |
| Francia        | 30 de junio de 2014 | CD, descarga digital | Universal Records |        |

## Créditos y personal
| - Jennifer López – Artista principal, voz, coros, composición, producción ejecutiva y producción. - Jeanette Olsson – Coros. - Yoni Ayal – Composición y Producción. - Iggy Azalea – Artista colaborador y composición. - Tom Bachik – Estilista. - Corey Bice – Ingeniería. - Ronette Bowie – A&R. - Chris Brown – Composición. - Asia Bryant – Composición. - Peter Carlsson – Producción vocal. - A. Chal – Producción. - Tyler Chick – Fotografía. - Terence Coles – Composición. - Tom Coyne – Masterización. - Detail – Ingeniería vocal, producción vocal, composición y Producción. - Patrick Doyle – Ingeniería. - Greg Eliason – Composición y Producción. - Steven Franks – Composición y Producción. - French Montana – Artista colaborador y composición. - Serban Ghenea – Mezcla. - Lewis D. Gittus – Composición. - Mike Glines – Ingeniería. - Steven Gomillion – Dirección artística y fotografía. - Mick Guzauski – Mezcla. - Mariel Haenn – Estilista. - John Hanes – Ingeniería. - Leticia Hilliard – Coordinación de producción. - Sam Holland – Ingeniería. - Christian Humphreys - Asistente e ingeniería. - Ken "Duro" Ifill – Mezcla. - Elizabeth Isik – A&R. - Geetanjali Iyer – A&R. - Jaycen Joshua – Mezcla. - Shama Joseph – Composición. - Ilsey Juber – Composición. - RoccStar – Composición y producción. - Ryan Kaul – Asistente. - Amethyst Kelly – Composición. - Karim Kharbouch – Composición. - Savan Kotecha – Composición. | - Chantal Kreviazuk – Composición. - Kirby Lauryen – Composición. - Dennis Leupold – Dirección artística y fotografía. - Lorenzo Martin – Estilista. - Max Martin – Composición, instrumentación, producción, programación, producción vocal. - Benny Medina – Composición, producción ejecutiva, administración y producción. - Justin Merrill – Ingeniería. - Trevor Muzzy – Ingeniería, mezcla y producción vocal. - Evin O'Cleary – Ingeniería. - Brandon Oliver – Asistente. - Danny Omerhodie – Composición. - Taylor Parks – Composición. - Diplo – Composición y producción. - Pitbull – Artista colaborador y composición. - Mary Phillips – Maquillaje. - Mark Pitts – Composición. - Andre Proctor – Composición. - William Leonard Roberts II – Composición. - David Rodríguez – Ingeniería. - Cory Rooney – A&R, composición, producción ejecutiva, producción y producción vocal. - Aaron Rosenberg – Asesor Jurídico. - Rick Ross – Artista colaborador y composición. - Sunshine Sachs – Publicidad. - Alejandro Salazar – Composición. - Ilya Salmanzadch – Composición, instrumentación, producción, programación y producción vocal. - Harmony Samuels – Composición y producción. - Sham – Producción. - James "J-Doe" Smith – Composición. - Brian Springer – Ingeniería. - Kristina Stephens – Composición. - Trevion Stokes II – Composición. - T.I. – Artista colaborador y composición. - DJ Mustard – Producción. - Jake Troth – Composición. - Kirdis Postelle – Marketing. - Max Unruh – Ingeniería vocal. - Courtney Walter – Diseño. - Tedra Renee Wilson – Composición. - Rob Zangardi – Estilista. - Sia Furler – Composición y coros. |

Nota: Créditos tomados de Allmusic.